# جيم ميرفي (كاتب)
جيم ميرفي (بالإنجليزية: Jim Murphy)‏‏ (25 سبتمبر 1947 - 1 مايو 2022) كاتب، ومؤرخ، وروائي، وكاتب للأطفال من الولايات المتحدة.

## الجوائز
- جائزة مارغريت أدواردز [الإنجليزية]‏
- ميدالية سيبرت [الإنجليزية]‏
- جائزة نيوبري